# Fashion Victim
Fashion Victim je drugi in zadnji studijski album slovenske nu metal skupine D-Fact. Izšel je leta 2005 pri Nika Records. Pri skladbi »Hard Core« gostuje vokalist death metal skupine Noctiferia, Gianni Poposki.

## Seznam pesmi
| Št. | Naslov                                         | Dolžina |
| --- | ---------------------------------------------- | ------- |
| 1.  | „Mavrične melodije‟ (feat. Trubač)             | 1:39    |
| 2.  | „Daj Dinar‟ (feat. Dej še'n litro)             | 3:52    |
| 3.  | „Poglej mamici v oči‟ (feat. Trkaj)            | 3:53    |
| 4.  | „Jaz nisem ta‟                                 | 2:42    |
| 5.  | „Išče se novi eli en‟                          | 3:16    |
| 6.  | „USA Alien vs. EU Predator‟                    | 0:51    |
| 7.  | „Vse ti enkrat vrne se nazaj‟                  | 4:02    |
| 8.  | „Lovesong‟                                     | 3:56    |
| 9.  | „Ne verjamem‟ (remiks, feat. Kosta in BMD)     | 4:45    |
| 10. | „Karaoke Rap‟                                  | 0:40    |
| 11. | „Hard Core‟ (feat. Gianni Poposki)             | 2:18    |
| 12. | „Outsider‟                                     | 3:53    |
| 13. | „Sam‟                                          | 4:08    |
| 14. | „Prihod nove generacije‟ (feat. Klemen Klemen) | 4:21    |
| 15. | „Ne verjamem‟                                  | 3:53    |